# Peter Harrison (historien)
Pour les articles homonymes, voir Harrison.
Cet article concerne l'historien australien. Pour l’architecte américain, voir Peter Harrison.
Peter Harrison (né en 1955) est un historien et universitaire australien. Il est directeur de l'Institute for Advanced Studies in the Humanities de l'université du Queensland et s'intéresse particulièrement aux rapports entre religion et sciences. 

## Biographie
Peter Harrison obtient un master à l'université Yale (1985) puis il prépare son doctorat à l'université du Queensland (1989). Il obtient un master of arts à l'université d'Oxford, par incorporation, en 2007 puis un doctorat (D Litt) en 2013 à Oxford également. 
Il enseigne l'histoire et la philosophie à l'université Bond, puis il est professeur de sciences et de religion de 2007 à 2011, à l'université d'Oxford, au Harris Manchester College. Il y dirige le Ian Ramsey Center. Il est nommé directeur de l'Institute for Advanced Studies in the Humanities de l'université du Queensland en juillet 2015. Il est membre de l'Australian Academy of the Humanities et reçoit la médaille du Centenaire en 2003. Il est invité à prononcer les Gifford Lectures 2011 à l'université d'Édimbourg, publiées sous l'intitulé The Territories of Science and Religion. Il remporte le prix Aldersgate 2015. En 2014, il est Australian Laureate Fellow, pour un projet de recherche de cinq ans sur la science et la sécularisation. Il donne les conférences de Bampton à Oxford en février 2019.

## Activités de recherche
Harrison est connu pour ses recherches sur les liens entre la religion et les origines de la science moderne. Il estime en effet que l'évolution des approches de l'interprétation de la Bible a eu un impact significatif sur le développement de la science moderne. Il soutient également que l'histoire biblique de la chute a joué un rôle clé dans le développement de la science expérimentale. Plusieurs de ses travaux retracent l'évolution des conceptions de la religion dans le monde occidental. Harrison soutient que la conception de la religions en tant qu'ensemble de croyances et de pratiques a émergé pour la première fois au XVIIe siècle. Pour lui, les conceptions actuelles de la science et de la religion sont des inventions occidentales relativement récentes et les relations contemporaines entre la science et la religion sont dans une certaine mesure déjà intégrées à leur définition. Repenser les relations entre science et religion, selon lui, ne consiste pas à considérer les relations entre doctrines scientifiques et religieuses, mais à repenser la manière dont la science et la religion elles-mêmes sont conceptualisées. 
De même, il soutient également que le concept de valeurs occidentales est une émergence occidentale récente, qui pour lui datent du XXe siècle, bien qu'il en existe des traces dans l'Antiquité classique et le Nouveau Testament. En 2017, Harrison a démontré que la maxime Credo quia absurdum, jusque-là attribuée à Tertullien datait en fait de l'époque moderne, dans le cadre de polémiques anti-religieuses et anti-catholiques. 

## Publications
- Science without God? Rethinking the History of Scientific Naturalism, avec Jon Roberts, Oxford University Press, 2019  (ISBN 9780198834588).
- Narratives of Secularization, Routledge 2018  (ISBN 978-1138563568)
- The Territories of Science and Religion, University of Chicago Press, 2015  (ISBN 978-0226184487)
- Wrestling with Nature: From Omens to Science, avec Ronald Numbers et Michael Shank, University of Chicago Press, 2011  (ISBN 978-0-226-31783-0)
- The Cambridge Companion to Science and Religion, Cambridge University Press, 2010  (ISBN 978-0-521-71251-4)
- The Fall of Man and the Foundations of Science, Cambridge University Press, 2007  (ISBN 0-521-87559-5)
- The Bible, Protestantism, and the Rise of Natural Science, Cambridge University Press, 1998  (ISBN 0-521-00096-3)
- «Religion' and the religions in the English Enlightenment, Cambridge University Press, 1990  (ISBN 0-521-89293-7)

## Liens extérieurs
- Notices d'autorité :   - VIAF
  - ISNI
  - BnF (données)
  - IdRef
  - LCCN
  - GND
  - Italie
  - CiNii
  - Espagne
  - Belgique
  - Pays-Bas
  - Pologne
  - Israël
  - NUKAT
  - Catalogne
  - Norvège
  - Tchéquie
  - Lettonie
  - WorldCat
- Ressources relatives à la recherche :   - ORCID
  - Scopus
- Notice biographique, Université du Queensland
- Notice professionnelle, Ian Ramsey Centre Conference, Université d'Oxford